# Cpio
cpio è un archiviatore di file presente sui sistemi operativi Unix-like.
I pacchetti RPM sono archivi cpio compressi.